# 창랑정

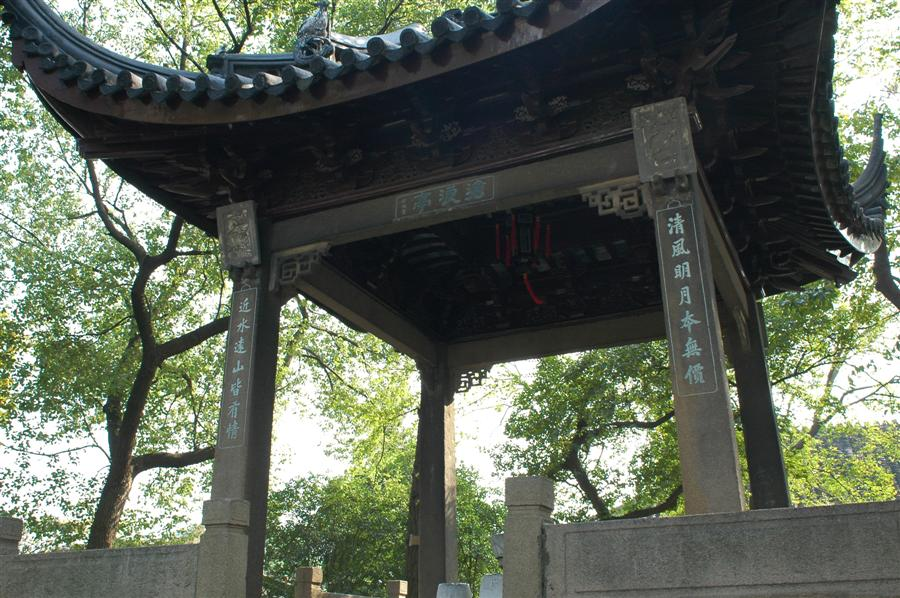
창랑정

창랑정(중국어 정체자: 滄浪亭, 간체자: 沧浪亭, 병음: Blue Wave Pavilion)은 졸정원, 유원, 사자림과 더불어 쑤저우의 4대 정원이다. 쑤저우에서도 가장 오래된 정원으로 1천년의 역사를 가지고 있으며, 창랑정은 쑤저우고전원림으로 2000년 유네스코 세계문화유산에 등록되어 있다. 2006년 전국중점문물보호단위로 지정되었다.

## 역사
원래는 오대(五代)시대 오월국(吴越國) 광릉왕(广陵王)의 개인정원이었으나 1044년 북송 시대에 시인 소순흠(蘇舜欽)이 이 곳을 사들여 물가에 창랑정이라는 정자를 짓고 별장으로 사용하였다.
면적은 10,000m2로 그리 크지는 않지만 전체 분위기와 구조가 조화롭고 간결한 양식에 고풍스런 분위기를 보여 독특한 정취를 느낄 수 있게 해준다.
정원 안의 산과 정원 밖의 연못 사이에 세워진 복랑(复廊:양쪽 공간 사이에 벽이 위치한 복도)에서 보면 산과 호수가 일체가 되어 안에는 산이 있고 밖에는 물이 있는 것처럼 보여 풍치를 더해주고, 특히나 창랑정에는 108종에 달하는 창문 양식이 있고 그 디자인이 극히 다양해 쑤저우 정원 장식창문 양식의 전형이라고도 불릴 정도이다.
그 외에도 양 옆의 돌기둥에는 구양수, 소순흠의 시가 새겨져 있어 관심이 있는 사람들에게 문자향의 감동을 선사한다.

## 여행정보
- 개방시간: (4월~10월) 07:45~17:30, (11월~3월) 08:00~17:00
- 찾아가는길: 소주 철도역에서 차로 10분 / 관광(游) 2, 4, 5번 버스 / 1, 39, 101, 102, 103, 308, 309번 버스. 인민로에 위치해 있으며, 망사원의 남서쪽에 있다.

## 중국 소주(蘇州)의 4대정원
- 졸정원
- 유원
- 사자림
- 창랑정

## 같이 보기
- 쑤저우고전원림
- 우시시